# Piazza Luigi di Nocera
Piazza Luigi di Nocera è una piazza di Napoli.

Il conte comm. Luigi di Nocera

## Storia

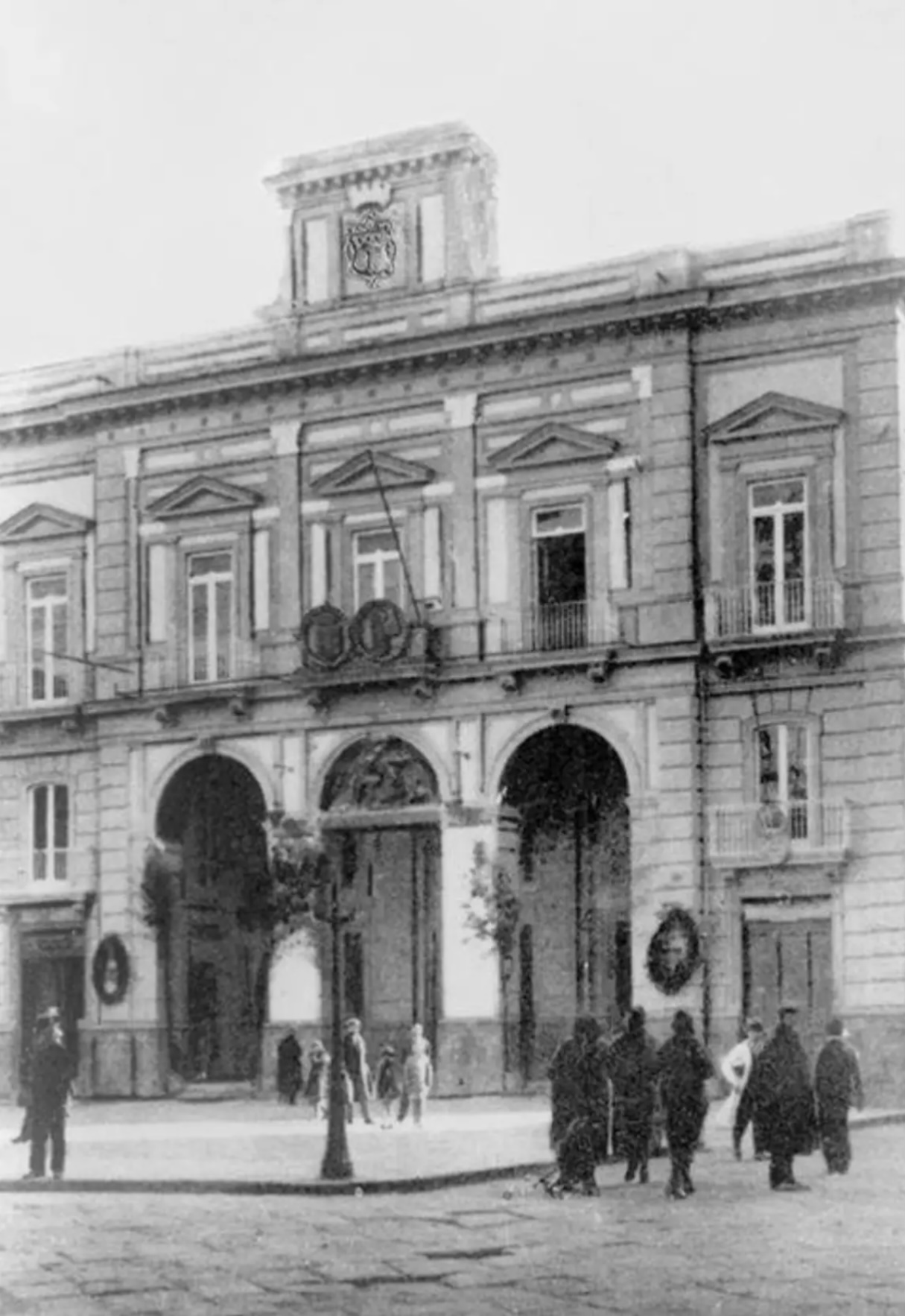
Casa comunale sita nella Piazza, edificata dal conte Luigi di Nocera nel 1883

Situata nella storica zona di Secondigliano, è la principale piazza del quartiere. Ad essa sono contigui i due edifici più significativi dell’area: la Chiesa dei Santi Cosma e Damiano e l’ex Casa comunale dell’allora prospero comune di Secondigliano.

La piazza, fulcro dell’Antico Casale, nacque nel Medioevo con il primo nucleo dell’abitato in contiguità alla Chiesa dei Santi Cosma e Damiano, edificata nell’VIII e restaurata nel 1695, con ipogea un’antica cripta.  Ottocentesco è invece l’ex Municipio (edificato da Luigi di Nocera nel 1883), che reca sul prospetto un monumento ai caduti datato al 1926, raffigurante una Vittoria alata che sorregge un guerriero morente inginocchiato, il quale stringe il tricolore.

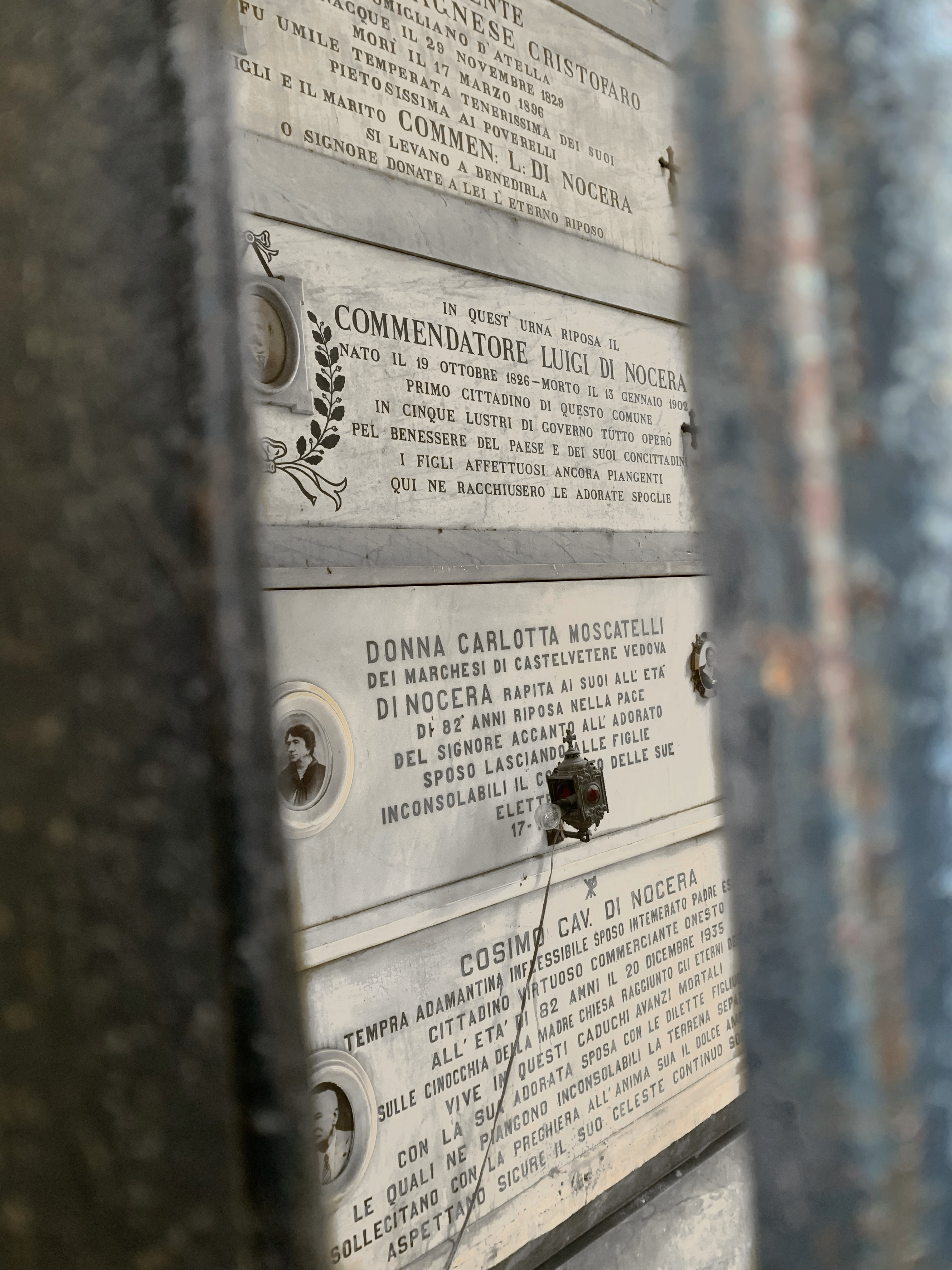
L’epitaffio di Luigi di Nocera presso la cappella di famiglia

Fu dedicata al conte comm. Luigi di Nocera (1826-1902), banchiere ed industriale, nonché sindaco del vecchio comune per 5 lustri, promotore di grandi opere di pubblica utilità, tra cui la realizzazione di scuole, nosocomi, nuove strade e l'estensione della rete dell'acquedotto del Serino. Fu inoltre fondatore e presidente della banca BPS, un antico istituto di credito campano, attivo soprattutto nello sviluppo urbano e nella crescita economica della città metropolitana di Napoli, fusosi con la Banca di Credito Popolare nel 1971.